# All England Seniors’ Championships
Die All England Seniors’ Championships sind offene internationale Meisterschaften im Badminton in England. Sie werden seit 1905 ausgetragen, wobei anfangs nur das Herrendoppel ausgespielt wurde. Dies geschah im Rahmen der All England. Die Meisterschaften wurden in den ersten Jahrzehnten als All England Veterans’ Championships bezeichnet und waren offen für Spieler, die älter als 45 Jahre waren. Mit der Austragung weiterer Disziplinen und Altersklassen wurden die Titelkämpfe von den All England entkoppelt und werden mittlerweile in einer separaten Veranstaltung ausgetragen. Gleichzeitig änderte sich der Name in die heutige Bezeichnung. 2016 fanden die Meisterschaften zum 100. Mal statt.

## Die Sieger

### Altersklasse O35
| Saison    | Herreneinzel           | Dameneinzel       | Herrendoppel                      | Damendoppel                  | Mixed                             |
| --------- | ---------------------- | ----------------- | --------------------------------- | ---------------------------- | --------------------------------- |
| 2012      | Lars Klintrup          | nicht ausgetragen | Carl Jennings Ian Murphy          | nicht ausgetragen            | Sang Tu Louise Culyer             |
| 2013      | Lars Klintrup          | nicht ausgetragen | Lee Clapham Jurgen van Leeuwen    | nicht ausgetragen            | Daniel Plant Tracey Middleton     |
| 2014      | Morten Eilby Rasmussen | nicht ausgetragen | Daniel Plant Phil Troke           | Rebecca Pantaney Lynne Swan  | Lee Clapham Lynne Sawn            |
| 2015      | Lars Klintrup          | nicht ausgetragen | Lee Clapham Morten Eilby Rasmusen | Louise Culyer Lynne Swan     | Nick Ponting Gail Emms            |
| 2016      | Morten Eiby Rasmussen  | Sarah Pulley      | David Gotts John Masheter         | Zodee Ledger Sarah Pulley    | Morten Eiby Rasmussen Lene Struwe |
| 2017      | Morten Eiby Rasmussen  | nicht ausgetragen | Paul Freeman Phil Troke           | Tracy Parker Sarah Pulley    | Steve Smith Sarah Burgess         |
| 2018      | Rohan Kapoor           | Joanna Dix        | Lee Clapham Martyn Lewis          | Sarah Burgess Natalie Taylor | Steve Smith Sarah Burgess         |
| 2019      |                        |                   |                                   |                              |                                   |
| 2020 2021 | nicht ausgetragen      | nicht ausgetragen | nicht ausgetragen                 | nicht ausgetragen            | nicht ausgetragen                 |

### Altersklasse O40
| Saison    | Herreneinzel       | Dameneinzel         | Herrendoppel                     | Damendoppel                                 | Mixed                                 |
| --------- | ------------------ | ------------------- | -------------------------------- | ------------------------------------------- | ------------------------------------- |
| 1989      |                    |                     | C. Lilley Peter J. Wood          | L. Olesen Susanne Sørensen                  | Peter J. Wood Angela Palmer           |
| 1990      |                    |                     | Ray Sharp Paul Whetnall          | Margaret Allen Susan Whetnall               | Alan Philpot P. J. Andrews            |
| 1991      |                    |                     | Ray Sharp Paul Whetnall          | Pauline Davis Chris Hunt                    | Leif V. Hansen Karin Jørgensen        |
| 1992      |                    |                     | Peter Bullivant Brian Wallwork   | Eileen Carley Susan Ely                     | Brian Wallwork Gillian Goodwin        |
| 1991      |                    |                     | John Cocker Brian Wallwork       | Pia Holm Irene Sterlie                      | Brian Wallwork Gillian Goodwin        |
| 1992      |                    |                     | Morten Fredslund Henrik Gundtoft | Pamela Dallow Linda Scrace                  | Peter Emptage Pamela Dallow           |
| 1993      |                    |                     | John Cocker Brian Wallwork       | Pamela Dallow Nora Perry                    | Brian Wallwork Nora Perry             |
| 1994      |                    |                     | Lars Chemnitz Jesper Helledie    | Pamela Dallow Linda Scrace                  | Peter Emptage Pamela Dallow           |
| 1993      |                    |                     | Lars Chemnitz Jesper Helledie    | Barbara Davidson Jackie Hurst               | Peter Higman Jackie Hurst             |
| 1998      |                    |                     | Lars Chemnitz Jesper Helledie    | Barbara Davidson Jackie Hurst               | Ian Purton Christine Crossley         |
| 1994      |                    |                     | Duncan Bridge Ian Purton         | Barbara Davidson Jackie Hurst               | Peter Higman Jackie Hurst             |
| 1995      |                    |                     | Duncan Bridge Ian Purton         | Barbara Davidson Jackie Hurst               | Darrell Roebuck Anne Jenkins          |
| 2001      |                    |                     | Tim Hudson-Church Eric Plane     | Karen Beckman Andi Stretch                  | John Molyneux Karen Beckman           |
| 2002      |                    |                     | Tim Hudson-Church Eric Plane     | Karen Beckman Andi Stretch                  | Darrell Roebuck Anne Jenkins          |
| 2003      | Eric Plane         | nicht ausgetragen   | Mervin Gibbs Kim Heng Yong       | Karen Beckman Andi Stretch                  | Darrell Roebuck Anne Jenkins          |
| 2004      | Jack Webb          | Linda Wood          | Tim Hudson-Church Eric Plane     | Sue Crompton Viv Gillard                    | Eric Plane Linda Wood                 |
| 2005      | Michael Watt       | nicht ausgetragen   | Terry Flynn Steve Parry          | Sue Crompton Viv Gillard                    | John Bowker Anne Jenkins              |
| 2006      | Jon Austin         | Sue Crompton        | Mike Adams Garry Coburn          | Kathy Isherwood Kay Vickers                 | James Teale Chris Calvert             |
| 2007      | Martin Vissing     | Petra Teichmann     | Mike Brown Nitin Panesar         | Lisa Chapman Jenny Wallwork                 | David Wood Viv Gillard                |
| 2008      | Rajeev Bagga       | Betty Blair         | Nitin Panesar Nick Ponting       | Betty Blair Debbie Miller                   | Nick Ponting Julie Bradbury           |
| 2009      | Rajeev Bagga       | Betty Blair         | Chris Hunt Nick Ponting          | Hanne Bertelsen Merete Ravn                 | Nick Ponting Elaine Meagher           |
| 2010      | Chris Sheppard     | Betty Blair         | Chris Hunt Peter Knowles         | Betty Blair Debbie Miller                   | David Wood Viv Gillard                |
| 2011      | Nick Ponting       | Julie Bradbury      | Kok Kum Wai Yap Yee Guan         | Olga Bryant Tracy Dineen                    | Chris Hunt Tracy Dineen               |
| 2012      | Carsten Loesch     | Betty Blair         | Chris Hunt Nick Ponting          | Tracey Middleton Joanne Muggeridge          | Arjan Regtien Grace Kakiay            |
| 2013      | Carsten Loesch     | Betty Blair         | Chris Hunt Nick Ponting          | Tracey Middleton Joanne Muggeridge          | Nick Ponting Julie Bradbury           |
| 2014      | Carl Jennings      | Georgy van Soerland | Jason Grimshaw Paul Mitchell     | Ester Fleurbaay Georgy van Soerland         | Paul Mitchell Karina Bye              |
| 2015      | Daniel Plant       | Betty Blair         | Carl Jennings Mark King          | Tracey Middleton Joanne Muggeridge          | Daniel Plant Tracey Middleton         |
| 2016      | Carl Jennings      | Georgy van Soerland | Richard Doling Daniel Plant      | Georgy van Soerland Marielle van der Woerdt | Gerben Bruijstens Georgy van Soerland |
| 2017      | Carl Jennings      | Rebecca Pantaney    | Richard Doling Daniel Plant      | Rebecca Pantaney Lynne Swan                 | Nick Ponting Joanne Goode             |
| 2018      | Jim Ronny Andersen | Tracy Parker        | Manjula Fernando Jinesh Shah     | Rebecca Pantaney Lynne Swan                 | Carl Jennings Rebecca Pantaney        |
| 2019      |                    |                     |                                  |                                             |                                       |
| 2020 2021 | nicht ausgetragen  | nicht ausgetragen   | nicht ausgetragen                | nicht ausgetragen                           | nicht ausgetragen                     |

### Altersklasse O45
| Saison    | Herreneinzel      | Dameneinzel             | Herrendoppel                            | Damendoppel                             | Mixed                                           |
| --------- | ----------------- | ----------------------- | --------------------------------------- | --------------------------------------- | ----------------------------------------------- |
| 1905      |                   |                         | Chris Agnew Turner George William Vidal |                                         |                                                 |
| 1906      |                   |                         | Chris Agnew Turner George William Vidal |                                         |                                                 |
| 1907      |                   |                         | Chris Agnew Turner George William Vidal |                                         |                                                 |
| 1908      |                   |                         | W. Cobbett Chris Agnew Turner           |                                         |                                                 |
| 1909      |                   |                         | C. B. Deane Cyril Eames                 |                                         |                                                 |
| 1910      |                   |                         | C. B. Deane Cyril Eames                 |                                         |                                                 |
| 1911      |                   |                         | C. B. Deane Cyril Eames                 |                                         |                                                 |
| 1912      |                   |                         | S. S. C. Dolby H. G. Westmorland        |                                         |                                                 |
| 1913      |                   |                         | Cyril Eames R. Franck                   |                                         |                                                 |
| 1914      |                   |                         | Cyril Eames R. Franck                   |                                         |                                                 |
| 1915 1919 |                   |                         | nicht ausgetragen                       |                                         |                                                 |
| 1920      |                   |                         | H. G. Westmorland W. Cobbett            |                                         |                                                 |
| 1921      |                   |                         | F. C. Lohden A. D. Tabrum               |                                         |                                                 |
| 1922      |                   |                         | James Crombie H. G. Westmorland         |                                         |                                                 |
| 1923      |                   |                         | R. Franck P. W. Taylor                  |                                         |                                                 |
| 1924      |                   |                         | Edward Hawthorn J. L. Tate              |                                         |                                                 |
| 1925      |                   |                         | Edward Hawthorn Raoul du Roveray        |                                         |                                                 |
| 1926      |                   |                         | Edward Hawthorn Raoul du Roveray        |                                         |                                                 |
| 1927      |                   |                         | A. H. Rae R. Franck                     |                                         |                                                 |
| 1928      |                   |                         | A. R. M. Brenan R. D. Marshall          |                                         |                                                 |
| 1929      |                   |                         | A. R. M. Brenan R. D. Marshall          |                                         |                                                 |
| 1930      |                   |                         | A. R. M. Brenan R. D. Marshall          |                                         |                                                 |
| 1931      |                   |                         | A. H. Rae E. C. St. John                |                                         |                                                 |
| 1932      |                   |                         | A. H. Rae E. C. St. John                |                                         |                                                 |
| 1933      |                   |                         | A. H. Rae E. C. St. John                |                                         |                                                 |
| 1934      |                   |                         | P. W. Wooster A. Solomon                |                                         |                                                 |
| 1935      |                   |                         | P. W. Wooster A. Solomon                |                                         |                                                 |
| 1936      |                   |                         | E. G. Costello C. P. Harrington         |                                         |                                                 |
| 1937      |                   |                         | R. G. Commin C. Meades                  |                                         |                                                 |
| 1938      |                   |                         | R. G. Commin C. Meades                  |                                         |                                                 |
| 1939      |                   |                         | G. E. F. King C. T. A. Wilkinson        |                                         |                                                 |
| 1940      |                   |                         | nicht ausgetragen                       |                                         |                                                 |
| 1947      |                   |                         | R. G. Commin W. P. Wigg                 |                                         |                                                 |
| 1948      |                   |                         | R. G. Commin W. P. Wigg                 |                                         |                                                 |
| 1949      |                   |                         | R. G. Commin W. P. Wigg                 |                                         |                                                 |
| 1950      |                   |                         | S. Coulthurst N. Bury                   |                                         |                                                 |
| 1951      |                   |                         | R. S. Ross H. G. Smyth                  |                                         |                                                 |
| 1952      |                   |                         | G. R. Gray H. C. Maughan                |                                         |                                                 |
| 1953      |                   |                         | Alan Titherley A. R. Cooke              |                                         |                                                 |
| 1954      |                   |                         | Alan Titherley A. R. Cooke              |                                         |                                                 |
| 1955      |                   |                         | Alan Titherley A. R. Cooke              |                                         |                                                 |
| 1956      |                   |                         | N. Bury J. H. Kellett                   |                                         |                                                 |
| 1957      |                   |                         | H. G. Allen W. S. Corbishley            |                                         |                                                 |
| 1958      |                   |                         | Harry Barrell Tom Wingfield             |                                         |                                                 |
| 1959      |                   |                         | Tom Wingfield J. C. Selves              | Mavis Henderson Mimi Wyatt              |                                                 |
| 1960      |                   |                         | G. N. Robarts A. J. Wilson              | Sidney Brock Betty Grace                | G. N. Robarts Sidney Brock                      |
| 1961      |                   |                         | Tom Wingfield J. C. Selves              | Sidney Brock Betty Grace                | G. N. Robarts Sidney Brock                      |
| 1962      |                   |                         | R. G. Davies P. V. Willford             | Sidney Brock Betty Grace                | Wilfred Robinson H. McDonald                    |
| 1963      |                   |                         | C. Cumpstey Pat Davis                   | B. J. Carroll R. L. Perrott             | R. G. Davies Margaret Bayley                    |
| 1964      |                   |                         | Cyril Denton Pat Davis                  | Margaret Bayley Sylvia Ripley           | Cyril Denton Betty Grace                        |
| 1965      |                   |                         | Cyril Denton Pat Davis                  | Margaret Bayley Sylvia Ripley           | Cyril Denton Betty Grace                        |
| 1966      |                   |                         | Cyril Denton Pat Davis                  | Margaret Bayley Sylvia Ripley           | Cyril Denton Betty Grace                        |
| 1967      |                   |                         | Cyril Denton Pat Davis                  | Margaret Bayley Sylvia Ripley           | Warwick Shute Audrey Stone                      |
| 1968      |                   |                         | John D. McColl Warwick Shute            | Margaret Bayley Sylvia Ripley           | John D. McColl Sidney Brock                     |
| 1969      |                   |                         | Cyril Denton Pat Davis                  | Margaret Bayley Sylvia Ripley           | Peter Alcorn Madge Alcorn                       |
| 1970      |                   |                         | Cyril Denton Pat Davis                  | Margaret Bayley Sylvia Ripley           | Peter Alcorn Madge Alcorn                       |
| 1971      |                   |                         | John D. McColl W. C. E. Rogers          | Margaret Bayley Sylvia Ripley           | A. H. Witcomb P. M. Smith                       |
| 1972      |                   |                         | A. E. Ewles A. H. Witcomb               | Margaret Bayley Sylvia Ripley           | W. C. E. Rogers Marjory Russell                 |
| 1973      |                   |                         | A. E. Ewles A. H. Witcomb               | Margaret Bayley Sylvia Ripley           | A. H. Witcomb A. E. Ewles                       |
| 1974      |                   |                         | A. E. Ewles A. H. Witcomb               | Margaret Bayley Sylvia Ripley           | A. H. Witcomb A. E. Ewles                       |
| 1975      |                   |                         | A. E. Bedford R. F. Morsman             | P. D. Fenwick E. M. Smith               | L. Duke B. C. Bass                              |
| 1976      |                   |                         | Dick Hashman Trilok Nath Seth           | N. S. Jones Eileen Pattison             | Ken G. Stott N. S. Jones                        |
| 1977      |                   |                         | A. E. Bedford R. F. Morsman             | N. S. Jones Eileen Pattison             | L. Duke B. C. Bass                              |
| 1978      |                   |                         | D. C. Parker K. C. Parker               | Iris Rogers June Timperley              | W. C. E. Rogers R. Maine                        |
| 1979      |                   |                         | Ray Kirk Marshall Storey                | P. B. Kirkwood O. Wright                | R. J. Southwell Barbara Carpenter               |
| 1980      |                   |                         | Manohar Bopardikar Nandu M. Natekar     | Eileen Pattison Sheila Ryder            | R. J. Southwell Barbara Carpenter               |
| 1981      |                   |                         | Manohar Bopardikar Nandu M. Natekar     | Eileen Pattison E. Vigor                | R. M. Robertson E. Tull                         |
| 1982      |                   |                         | Ian Hume Erland Kops                    | Tonny Holst-Christensen P. B. Kirkwood  | Bjørn Holst-Christensen Tonny Holst-Christensen |
| 1983      |                   |                         | Colin Beacom A. E. Flashman             | Judy Hashman Tonny Holst-Christensen    | Bjørn Holst-Christensen Tonny Holst-Christensen |
| 1984      |                   |                         | Eddy Choong Nandu M. Natekar            | Judy Hashman Sue Peard                  | A. E. Flashman Jennifer Horton                  |
| 1985      |                   |                         | Colin Beacom A. E. Flashman             | Bridget Cooper Heather Nielsen          | Colin Beacom Bridget Cooper                     |
| 1986      |                   |                         | Bill Andrew B. Keefe                    | Bridget Cooper Heather Nielsen          | Colin Beacom Bridget Cooper                     |
| 1987      |                   |                         | Bill Andrew Colin Beacom                | Bridget Cooper Heather Nielsen          | Colin Beacom Bridget Cooper                     |
| 1988      |                   |                         | B. Nilsen M. Wooderson                  | Tonny Holst-Christensen Julie Rickard   | Roger Mills Julie Rickard                       |
| 1989      |                   |                         | Bill Andrew Colin Beacom                | Heather Nielsen Julie Rickard           | B. Nilsen P. Chitty                             |
| 1990      |                   |                         | Halim Susanto Yeo Ah Seng               | Karin Jørgensen Ulla Strand             | Leif V. Hansen Karin Jørgensen                  |
| 1991      |                   |                         | Leif V. Hansen Gert Lazarotti           |                                         | Leif V. Hansen Karin Jørgensen                  |
| 1992      |                   |                         | W. Kwok S. S. Tang                      | Karin Jørgensen Ulla Strand             | Leif V. Hansen Karin Jørgensen                  |
| 1993      |                   |                         | Ray Sharp Paul Whetnall                 | M. Benfield Susan Whetnall              | Peter J. Wood Barbara Wadsworth                 |
| 1994      |                   |                         | Graham Billinghurst Richard Purser      | Irene Sterlie Barbara Wadsworth         | Soe Aung R. Wilman                              |
| 1995      |                   |                         | Ray Sharp Paul Whetnall                 | Helle Guldborg Ulla Strand              | Graham Billinghurst Wendy Arscott               |
| 1996      |                   |                         | M. N. Anderson John Gardner             | M. Benfield Susan Whetnall              | Graham Holt Elizabeth Greenwood                 |
| 1997      |                   |                         | John Cocker Graham Holt                 | J. Partridge Linda Scrace               | John Cocker Barbara Seddon                      |
| 1998      |                   |                         | Peter Emptage John Gardner              | J. Partridge Linda Scrace               | John Cocker Betty Bartlett                      |
| 1999      |                   |                         | Peter Emptage John Gardner              | Betty Bartlett Avril Sloane             | John Cocker Betty Bartlett                      |
| 2000      |                   |                         | Peter Emptage John Gardner              | Christine Crossley Barbara Davidson     | Peter Emptage Pamela Dallow                     |
| 2001      |                   |                         | Peter Emptage John Gardner              | Reggie Baker Susan Orwin                | John Cocker Betty Bartlett                      |
| 2002      |                   |                         | John Molyneux Ian Purton                | Jenny Cox Christine Crossley            | Ian Purton Christine Crossley                   |
| 2003      | John Machin       |                         | John Molyneux Ian Purton                | Jenny Cox Christine Crossley            | Ian Purton Christine Crossley                   |
| 2004      | Eric Plane        |                         | John Molyneux Ian Purton                | Jenny Cox Christine Crossley            | Ian Purton Christine Crossley                   |
| 2005      | Mark Peckham      |                         | Mervin Gibbs Kim Heng Yong              | Christine Black Christine Crossley      | Ian Purton Christine Crossley                   |
| 2006      | Neil Long         | Linda Wood              | Tim Hudson-Church Eric Plane            | Ann Jenkins Linda Wood                  | Eric Plane Linda Wood                           |
| 2007      | Jesper Tolman     | Heidi Bender            | Tim Hudson-Church Eric Plane            | Lone Hagelskjær Knudsen Jeanette Koldsø | Per Nygaard Annette Vollertzen                  |
| 2008      | Martin Quist      | Lone Hagelskjær Knudsen | Morten Christensen Martin Quist         | Lone Hagelskjær Knudsen Jeanette Koldsø | Morten Christensen Jeanette Koldsø              |
| 2009      | Martin Quist      | Lone Hagelskjær Knudsen | Darrell Roebuck Kim Heng Yong           | Lone Hagelskjær Knudsen Jeanette Koldsø | Steve Parry Kay Vickers                         |
| 2010      | Jakob Dahl        | Cathy Bargh             | Jan Bertram Petersen Jesper Tolman      | Heider Bender Lone Hagelskjær Knudsen   | Jesper Tolman Helle Sjoerring                   |
| 2011      | Martin Quist      | Cathy Bargh             | Mike Adams Nitin Panesar                | Sue Crompton Viv Gillard                | Morten Christensen Jeanette Koldsø              |
| 2012      | Alistair Jones    | Jeannette van der Werff | Mike Adams Nitin Panesar                | Sue Crompton Viv Gillard                | Jan Bertram Petersen Helle Meagher              |
| 2013      | Magnus Gustafsson | nicht ausgetragen       | Jon Austin Mark Golds                   | Betty Blair Debbie Miller               | Jim Teale Sue Crompton                          |
| 2014      | Joakim Nordgren   | nicht ausgetragen       | Jajeev Bagga Julian Priestley           | Betty Blair Debbie Miller               | Mark Golds Debbie Miller                        |
| 2015      | Joakim Nordgren   | Gitte Sommer            | Rajeev Bagga Mark Golds                 | Anne Brigitte Nielsen Gitte Sommer      | Justin G. Andrews Betty Blair                   |
| 2016      | Joakim Nordgren   | Gitte Sommer            | Rajeev Bagga Julian Priestley           | Anne Brigitte Nielsen Gitte Sommer      | Nick Ponting Julie Bradbury                     |
| 2017      | Carsten Loesch    | Isabella De Lange       | Justine Andrews Rajeev Bagga            | Olga Bryant Tracy Hutchinson            | Justin G. Andrews Betty Blair                   |
| 2018      | Carsten Loesch    | Caroline Hale           | Morten Aarup Carsten Loesch             | Elizabeth Austin Caroline Hale          | Nick Ponting Julie Bradbury                     |
| 2019      |                   |                         |                                         |                                         |                                                 |
| 2020 2021 | nicht ausgetragen | nicht ausgetragen       | nicht ausgetragen                       | nicht ausgetragen                       | nicht ausgetragen                               |

### Altersklasse O50
| Saison    | Herreneinzel      | Dameneinzel             | Herrendoppel                      | Damendoppel                               | Mixed                                           |
| --------- | ----------------- | ----------------------- | --------------------------------- | ----------------------------------------- | ----------------------------------------------- |
| 1989      |                   |                         | Bill Andrew Colin Beacom          | J. Habbin Tonny Holst-Christensen         | Bjørn Holst-Christensen Tonny Holst-Christensen |
| 1990      |                   |                         | Bill Andrew Colin Beacom          | J. Habbin Tonny Holst-Christensen         | Bjørn Holst-Christensen Tonny Holst-Christensen |
| 1991      |                   |                         | Bill Andrew Colin Beacom          | Hanne Albrechtsen Tonny Holst-Christensen | Bill Andrew Tonny Holst-Christensen             |
| 1992      |                   |                         | Bill Andrew Colin Beacom          | Brenda Andrew Tonny Holst-Christensen     | Bill Andrew Brenda Andrew                       |
| 1993      |                   |                         | Walter Kwok S. S. Tang            | Brenda Andrew Tonny Holst-Christensen     | M. Wooderson Katie Wattridge                    |
| 1994      |                   |                         | Leif V. Hansen Peter J. Wood      | B. Price J. Thompson                      | Richard Purser R. Rowan                         |
| 1995      |                   |                         | Walter Kwok S. S. Tang            | J. Allen Anita Darlington                 | Leif V. Hansen Ulla Strand                      |
| 1996      |                   |                         | Leif V. Hansen Ray Sharp          | Setseko Yano Kumiko Yoshida               | Ray Sharp Susan Whetnall                        |
| 1997      |                   |                         | Ray Sharp Paul Whetnall           | J. Allen Anita Darlington                 | Ray Sharp R. Peach                              |
| 1998      |                   |                         | Graham Billinghurst Peter J. Wood | Irene Sterlie Barbara Wadsworth           | Graham Billinghurst Wendy Arscott               |
| 1999      |                   |                         | Graham Billinghurst Peter J. Wood | Maureen Rimmer Barbara Seddon             | Peter J. Wood Angela Brown                      |
| 2000      |                   |                         | Robert J. Bell Bob Northcott      | Eileen Carley Susan Ely                   | Tony Evans Maureen Rimmer                       |
| 2001      |                   |                         | Peter Emptage John Gardner        | Eileen Carley Susan Ely                   | John Gardner Sue Whittaker                      |
| 2002      |                   |                         | Peter Emptage John Gardner        | Betty Bartlett Sue Whittaker              | John Cocker Betty Bartlett                      |
| 2003      | John Gardner      | Sue Whittaker           | John Cocker Bill Hamblett         | Betty Bartlett Maureen Rimmer             | John Cocker Betty Bartlett                      |
| 2004      | Brian Wallwork    | Christine Crossley      | John Cocker Tony Evans            | Betty Bartlett Pauline Davis              | Peter Emptage Pamela Dallow                     |
| 2005      | Sven Kellermalm   | nicht ausgetragen       | Bill Hamblett Barry Hodgson       | Pamela Dallow Sue Whittaker               | John Cocker Betty Bartlett                      |
| 2006      | Brian Wallwork    | Christine Crossley      | Bill Hamblett B. Hodgson          | Pamela Dallow Sue Whittaker               | Peter Emptage Pamela Dallow                     |
| 2007      | Trevor Hampson    | Christine Black         | Jesper Helledie Jensine Jepsen    | Barbara Davidson Jackie Hurst             | Jesper Helledie Christine Black                 |
| 2008      | John Machin       | Heidi Bender            | Jesper Helledie Tommy Lundquist   | Heidi Bender Christine Black              | Tommy Lundquist Ellen Aagaard                   |
| 2009      | Per Juul Ulrich   | Heidi Bender            | Jesper Helledie Tommy Lundquist   | Heidi Bender Christine Black              | Ian Purton Christine Crossley                   |
| 2010      | Per Juul Ulrich   | Heidi Bender            | Darrell Roebuck Kim Heng Yong     | Jenny Cox Christine Crossley              | Ian Purton Christine Crossley                   |
| 2011      | Per Juul Ulrich   | nicht ausgetragen       | Darrell Roebuck Kim Heng Yong     | Ellen Aagaard Annette Vollertzen          | Jesper Tolman Annette Vollertzen                |
| 2012      | Jesper Tolman     | Lone Hagelskjær Knudsen | Darrell Roebuck Kim Heng Yong     | Helle Bucke Lone Hagelskjær Knudsen       | Eric Plane Debbie Rigby                         |
| 2013      | Albert Hong       | Lone Hagelskjær Knudsen | James Wong Kim Heng Yong          | Helle Bucke Lone Hagelskjær Knudsen       | John Bowker Chris Summers                       |
| 2014      | Henrik Madsen     | Lone Hagelskjær Knudsen | Jesper Helledie Jan Soelyst       | Pamela Peard Sian Williams                | Bas von Barnau Sijthoff Jeannette van der Werff |
| 2015      | Magnus Nytell     | Lone Hagelskjær Knudsen | James Wong Kim Heng Yong          | Helle Buch Lone Hagelskjær Knudsen        | Nils Carlson Pamela Peard                       |
| 2016      | Henrik Madsen     | Lone Hagelskjær Knudsen | Graham Henderson Mark Topping     | Helle Buch Lone Hagelskjær Knudsen        | Jan Bertram Petersen Helle Blomsterberg         |
| 2017      | Henrik Madsen     | Betty Blair             | Magnus Nytell Erik Söderberg      | Gitte Andersen Helle Meincke              | Mark Golds Debbie Miller                        |
| 2018      | Erik Ferenius     | Betty Blair             | Rajeev Bagga Mark Golds           | Gitte Andersen Helle Meincke              | Mark Golds Debbie Miller                        |
| 2019      |                   |                         |                                   |                                           |                                                 |
| 2020 2021 | nicht ausgetragen | nicht ausgetragen       | nicht ausgetragen                 | nicht ausgetragen                         | nicht ausgetragen                               |

### Altersklasse O55
| Saison    | Herreneinzel        | Dameneinzel             | Herrendoppel                       | Damendoppel                           | Mixed                                |
| --------- | ------------------- | ----------------------- | ---------------------------------- | ------------------------------------- | ------------------------------------ |
| 1994      | nicht ausgetragen   | nicht ausgetragen       | Bill Andrew Colin Beacom           | Brenda Andrew Tonny Holst-Christensen | A. E. Flashman Helen Pocock          |
| 1995      | nicht ausgetragen   | nicht ausgetragen       | Bill Andrew Colin Beacom           | Brenda Andrew J. Habbin               | Bill Andrew Brenda Andrew            |
| 1996      | nicht ausgetragen   | nicht ausgetragen       | Bill Andrew Robert McCoig          | Reiko Shimanaka Kumiko Uchida         | A. E. Flashman Helen Pocock          |
| 1997      | nicht ausgetragen   | nicht ausgetragen       | Bill Andrew Robert McCoig          | Patricia Dyer Muriel Gayler           | Bill Andrew Brenda Andrew            |
| 1998      | nicht ausgetragen   | nicht ausgetragen       | David Smith F. Wiltshire           | Brenda Andrew Beryl Goodall           | R. Jackson Brenda Andrew             |
| 1999      | nicht ausgetragen   | nicht ausgetragen       | David Smith F. Wiltshire           | Brenda Andrew Beryl Goodall           | A. Vasvalingam Anne Murray           |
| 2000      | nicht ausgetragen   | nicht ausgetragen       | B. Dorey P. Svensson               | Beryl Goodall Susan Whetnall          | Cyril Martin Brenda Andrew           |
| 2001      | nicht ausgetragen   | nicht ausgetragen       | Klaus Kaagaard John Kirkebye       | Beryl Goodall Susan Whetnall          | nicht ausgetragen                    |
| 2002      | nicht ausgetragen   | nicht ausgetragen       | R. Harding Cyril Martin            | Beryl Goodall Susan Whetnall          | Jim Garrett Margaret Allen           |
| 2003      | nicht ausgetragen   | nicht ausgetragen       | Graham Billinghurst Peter J. Wood  | nicht ausgetragen                     | Graham Billinghurst Wendy Arscott    |
| 2004      | B. Khoo Siew Chai   | nicht ausgetragen       | Graham Billinghurst Peter J. Wood  | Linda Coombes Maureen Rimmer          | Geoff Williams Sylvia Gill           |
| 2005      | H. John             | nicht ausgetragen       | John Cocker Tony Evans             | Eileen Carley Susan Ely               | Tony Evans Maureen Rimmer            |
| 2006      | John Gardner        | nicht ausgetragen       | Peter Emptage John Gardner         | Eileen Carley Susan Ely               | John Gardner Sue Whittaker           |
| 2007      | Brian Wallwork      | nicht ausgetragen       | Peter Emptage John Gardner         | Betty Bartlett Pauline Davis          | Edgar Michalowsky Angela Michalowsky |
| 2008      | Christian Hansen    | Pauline Davis           | Bill Hamblett Graham Holt          | Betty Bartlett Pauline Davis          | Brian Wallwork Betty Bartlett        |
| 2009      | Brian Wallwork      | Christine Crossley      | Christian Hansen Brian Wallwork    | Betty Bartlett Pauline Davis          | Peter Emptage Pam Dallow             |
| 2010      | Brian Wallwork      | nicht ausgetragen       | Christian Hansen Brian Wallwork    | Lis Garhoej Helle Guldborg            | Brian Wallwork Betty Bartlett        |
| 2011      | Trevor Hampson      | Christine Crossley      | nicht ausgetragen                  | Susanne Berg Hanne Nielsen            | Jesper Helledie Christine Black      |
| 2012      | Christer Forsgren   | Christine Crossley      | John Molyneux Ian Purton           | Jenny Cox Christine Crossley          | Ian Purton Christine Crossley        |
| 2013      | Karsten Meier       | nicht ausgetragen       | John Molyneux Roger Taylor         | Jenny Cox Christine Crossley          | Roger Taylor Andrea Stretch          |
| 2014      | Per Juul Ulrich     | Janet Walker            | Birget Steenberg Per Juul Ulrich   | Jenny Cox Christine Crossley          | Ian Purton Christine Crossley        |
| 2015      | Per Juul Ulrich     | nicht ausgetragen       | John Molyneux Ian Purton           | Jenny Cox Christine Crossley          | Ian Purton Christine Crossley        |
| 2016      | Chang Wen-sung      | Linda Wood              | Chang Wen-sung Fan Da-Wei          | Maureen Kleijwegt-Oskam Marjan Ridder | Chang Wen-sung Lee Mei-ying          |
| 2017      | Keith Vernon        | Lone Hagelskjær Knudsen | Jan Bertram Petersen Jesper Tolman | Lone Hagelskjær Knudsen Janet Walker  | Marcel Bijen Maureen Kleijwegt-Oskam |
| 2018      | Martin Qvist Olesen | Cathy Bargh             | Jan Bertram Petersen Jesper Tolman | Helle Buch Lone Hagelskjær Knudsen    | Morten Christensen Helle Buch        |
| 2019      |                     |                         |                                    |                                       |                                      |
| 2020 2021 | nicht ausgetragen   | nicht ausgetragen       | nicht ausgetragen                  | nicht ausgetragen                     | nicht ausgetragen                    |

### Altersklasse O60
| Saison    | Herreneinzel      | Dameneinzel        | Herrendoppel                   | Damendoppel                  | Mixed                                |
| --------- | ----------------- | ------------------ | ------------------------------ | ---------------------------- | ------------------------------------ |
| 2012      | Henry Paynter     | Jette Nielsen      | William Hamblett Graham Holt   | Betty Bartlett Pauline Davis | Robert J. Bell Janet Fletcher        |
| 2013      | Christian Hansen  | Jette Nielsen      | William Hamblett Graham Holt   | Betty Bartlett Pauline Davis | Graham Michael Robinson Avril Sloane |
| 2014      | Henry Paynter     | Christine Crossley | Henrik Fahrenholz Jeppe Jepsen | Betty Bartlett Pauline Davis | Peter Emptage Betty Bartlett         |
| 2015      | Henry Paynter     | Christine Crossley | William Hamblett Graham Holt   | Betty Bartlett Anne Bridge   | William Hamblett Barbara Davidson    |
| 2016      | Henry Paynter     | Christine Crossley | William Hamblett Graham Holt   | Betty Bartlett Anne Bridge   | William Hamblett Barbara Davidson    |
| 2017      | Arnold Dengdeng   | Christine Crossley | John Molyneux Ian Purton       | Jenny Cox Christine Crossley | Ian Purton Christine Crossley        |
| 2018      | Christer Forsgren | Christine Crossley | John Molyneux Ian Purton       | Jenny Cox Christine Crossley | Ian Purton Christine Crossley        |
| 2019      |                   |                    |                                |                              |                                      |
| 2020 2021 | nicht ausgetragen | nicht ausgetragen  | nicht ausgetragen              | nicht ausgetragen            | nicht ausgetragen                    |

### Altersklasse O65
| Saison    | Herreneinzel      | Dameneinzel       | Herrendoppel                       | Damendoppel                  | Mixed                            |
| --------- | ----------------- | ----------------- | ---------------------------------- | ---------------------------- | -------------------------------- |
| 2012      | Harry Shadwick    | nicht ausgetragen | Michael Coley Harry Shadwick       | Beryl Goodall Mary Jenner    | Jim Garrett Rena Jones           |
| 2013      | Per Dabelsteen    | Val O’Neill       | Mike Cox Jim Garrett               | Pamela Firth Val O’Neill     | Jim Garrett Rena Jones           |
| 2014      | Per Dabelsteen    | Beryl Goodall     | Per-Arnold Hoij Carl-Johan Nybergh | Pamela Firth Joyce Petch     | Grahame Moscrop Val O’Neill      |
| 2015      | Per Dabelsteen    | nicht ausgetragen | Eddy Choo Poh Ong Sin Oong Ong     | Eileen Carley Susan Ely      | Roy Lord Eileen Carley           |
| 2016      | Johan Croukamp    | nicht ausgetragen | Arne Gjelstrup Christian Hansen    | Jette Nielsen Irene Sterlie  | Christian Hansen Gitte Rasmussen |
| 2017      | Henry Paynter     | nicht ausgetragen | William Hamblett Graham Holt       | Betty Bartlett Eileen Carley | Stefan Ohras Kathryn Ekengren    |
| 2018      | Johan Croukamp    | Susy John         | William Hamblett Graham Holt       | Betty Bartlett Eileen Carley | Peter Emptage Betty Bartlett     |
| 2019      |                   |                   |                                    |                              |                                  |
| 2020 2021 | nicht ausgetragen | nicht ausgetragen | nicht ausgetragen                  | nicht ausgetragen            | nicht ausgetragen                |

### Altersklasse O70
| Saison    | Herreneinzel      | Dameneinzel       | Herrendoppel                 | Damendoppel               | Mixed                        |
| --------- | ----------------- | ----------------- | ---------------------------- | ------------------------- | ---------------------------- |
| 2012      | nicht ausgetragen | nicht ausgetragen | nicht ausgetragen            | nicht ausgetragen         | nicht ausgetragen            |
| 2013      | Harry Shadwick    | nicht ausgetragen | nicht ausgetragen            | nicht ausgetragen         | Harry Shadwick Brenda Andrew |
| 2014      | Harry Shadwick    | nicht ausgetragen | Michael Coley Harry Shadwick | Beryl Goodall Mary Jenner | Harry Shadwick Brenda Andrew |
| 2015      | Roger Baldwin     | Barbara Gibson    | Roger Baldwin John Whalebone | nicht ausgetragen         | Ken Tantum Joanne Elson      |
| 2016      | Jim Garrett       | nicht ausgetragen | Jim Garrett Ray Sharp        | Vicki Betts Joanna Elson  | Roger Baldwin Vicki Betts    |
| 2017      | Jim Garrett       | nicht ausgetragen | Michael Coley Ken Tantum     | nicht ausgetragen         | Jim Garrett Rena Jones       |
| 2018      | Per Dabelsteen    | -                 | Mike Cox Jim Garrett         | Joanna Elson Val O’Neill  | Per Dabelsteen Irene Sterlie |
| 2019      |                   |                   |                              |                           |                              |
| 2020 2021 | nicht ausgetragen | nicht ausgetragen | nicht ausgetragen            | nicht ausgetragen         | nicht ausgetragen            |